# Louise Ryme

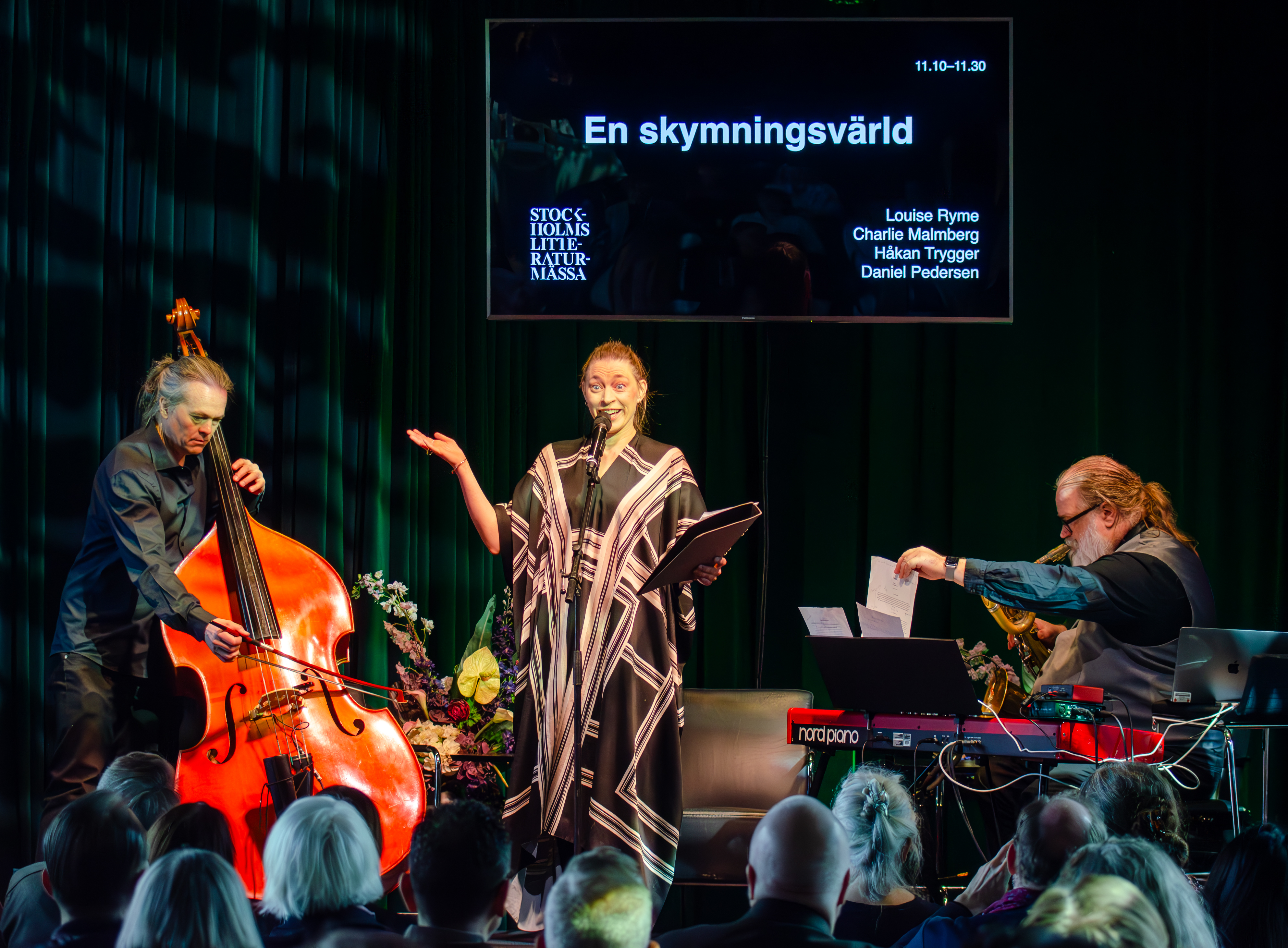
Louise Ryme under ett framträdande på Stockholms litteraturmässa 2025.

Louise Maria Ryme, född Olsson 15 februari 1975 i Göteborg, är en svensk skådespelare.

## Biografi
Ryme scendebuterade 2000 i Fadren på Teater Plaza. Samma år skrev och spelade hon monologen Lagom är att skaka hand när man vill knulla som spelades på Mosebacke Etablissement, Klara Soppteater och Västmanlands teater. Hon utbildades vid Teaterhögskolan i Luleå 2001–2005.

## Filmografi (i urval)[3]
- 2001 – Nya tider (TV-serie)
- 2006 – Möbelhandlarens dotter (TV-serie)
- 2015 – Miraklet i Viskan
- 2015–2017 – Jordskott (TV-serie)
- 2017 – Exfrun
- 2018 – Beck – Utan uppsåt
- 2019 – Sune – Best man
- 2020 – Advokaten (TV-serie)
- 2022 – Humanization

## Teater

### Roller
| År   | Roll                                | Produktion                                                       | Regi                  | Teater                   |
| ---- | ----------------------------------- | ---------------------------------------------------------------- | --------------------- | ------------------------ |
| 2000 |                                     | Fadren August Strindberg                                         | Thorsten Flinck       | Teater Plaza             |
| 2000 |                                     | Lagom är att skaka hand när man vill knulla Louise Ryme          | Anna Harling          | Mosebacke Etablissement  |
| 2001 | Katten (varg) Barservitris Kökspiga | Sotarpojken (Die schwarzen Brüder) Lisa Tetzner                  | Johan Huldt           | Stockholms stadsteater   |
| 2004 | Wai                                 | Tre knivar från Wei Harry Martinson                              | Staffan Valdemar Holm | Dramaten                 |
| 2006 | Sally Bowles                        | Cabaret John Kander, Fred Ebb och Joe Masteroff                  | Christian Tomner      | Helsingborgs stadsteater |
| 2006 | Kärstin                             | Lavv Stefan Lindberg                                             | Aslak Moe             | Helsingborgs stadsteater |
| 2006 | Medverkande                         | Brel: en slags revy i två akter Jacques Brel                     | Dan Kandell           | Helsingborgs stadsteater |
| 2007 |                                     | Akutintaget Emma Broström, Vanja Isacson och Jens Peter Karlsson | Sara Giese            | Malmö Dramatiska Teater  |
| 2008 |                                     | Blodvemberfest: Väntar på dig Jens Peter Karlsson                | Rikard Lekander       | Farozonen                |
| 2020 |                                     | Kul med en kvinna! Alma Kirlic                                   | Karin Enberg          | Uppsala stadsteater      |
| 2022 |                                     | I taket lyser stjärnorna Johanna Thydell                         | Rosanne Berjawi       | Uppsala stadsteater      |
| 2022 |                                     | Bra där! Aki, Dajanko och Sai                                    | Affe Ashkar           | Uppsala stadsteater      |

### Kostym
| År   | Produktion                                            | Upphovsmän                                      | Regi       | Teater                  |
| ---- | ----------------------------------------------------- | ----------------------------------------------- | ---------- | ----------------------- |
| 2007 | Akutintaget: Glasburen Sedermera död Åttonde våningen | Vanja Isacson Jens Peter Karlsson Emma Broström | Sara Giese | Malmö Dramatiska Teater |